# Heilig-Geist-Kirche (Emsdetten)

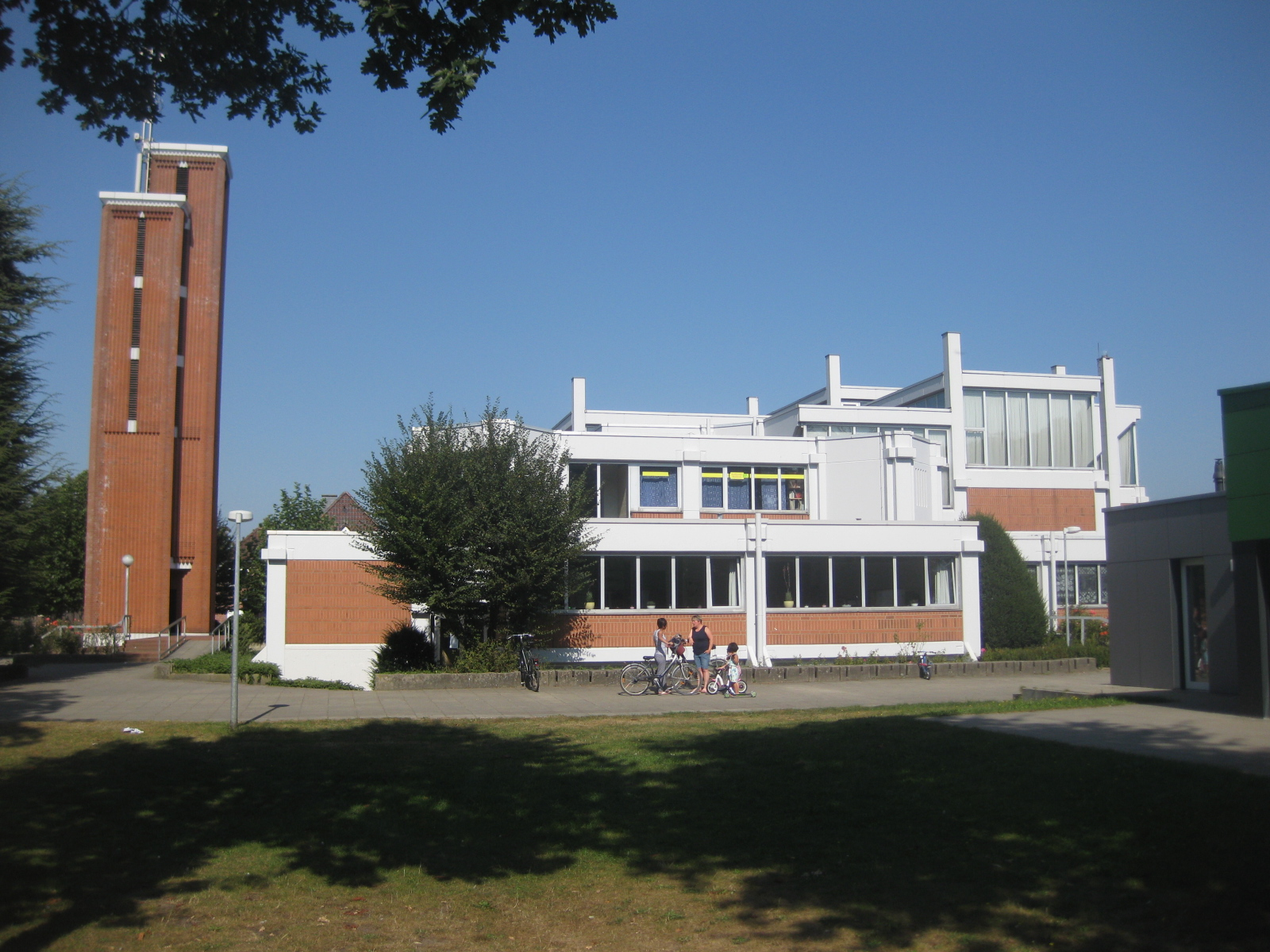
Außenansicht des Kirchengebäudes und Gemeindezentrums

Die römisch-katholische Filialkirche Heilig Geist befindet sich im Stadtteil Hollingen der Stadt Emsdetten im Kreis Steinfurt (Nordrhein-Westfalen). Sie gehört als Teil der Pfarrei St. Pankratius zum Dekanat Steinfurt im Bistum Münster.

## Beschreibung
Das moderne Kirchengebäude erinnert durch sein gradliniges, kantiges Aussehen und durch seine Beton, roten Klinker und Fabrikverglasung umfassenden Baustoffe an ein Industriegebäude. Diese Bauweise sollte dem Gedanken des Zweiten Vatikanischen Konzils folgen und die Kirche näher mit der Lebensrealität der Gläubigen in Verbindung bringen. Es hat einen achteckigen Grundriss.

## Geschichte
Die Heilig-Geist-Kirche wurde 1970–1973 nach einem Entwurf des Architekten Dieter Georg Baumewerd gebaut und am 2. Juni 1973 vom Münsteraner Weihbischof von Twickel geweiht.
Im Jahr 2006 verlor die Gemeinde ihre Eigenständigkeit als Pfarrei, da sie mit der 2004 ebenfalls durch Fusion entstandenen Pfarrei St. Marien und St. Servatius zusammengelegt wurde. Die St.-Marien-Kirche wurde hierbei als neue Pfarrkirche festgelegt. Diese zusammengelegte Pfarrei St. Marien wurde wiederum 2012 vollständig in die Pfarrei St. Pankratius integriert.
Mit Sitzung vom 11. Juni 2024 hat der Kirchenvorstand beschlossen, dass die Heilig-Geist-Kirche aufgrund erschwerter finanzieller Rahmenbedingungen bis spätestens zum 30. Juni 2027 entwidmet werden soll.

## Orgel
Die Orgel hat 22 Register auf zwei Manualen und Pedal. Gebaut wurde sie 1998 von Fleiter Orgelbau. Sie hat folgende Disposition:
| I Hauptwerk C–g3 |       |
| Prinzipal        | 8′    |
| Rohrgedackt      | 8′    |
| Gamba            | 8′    |
| Oktav            | 4′    |
| Spitzflöte       | 4′    |
| Sesquialter      | 2 ⁄3′ |
| Waldflöte        | 2′    |
| Mixtur IV        | 1 ⁄3′ |
| Trompete         | 8′    |
| Tremulant        |       |

| II Schwellwerk C–g3 |       |
| Holzgedackt         | 8′    |
| Gemshorn            | 4′    |
| Prinzipal           | 2′    |
| Sifflöte            | 1 ⁄3′ |
| Zimbel III          | 1⁄2′  |
| Krummhorn           | 8′    |

| Pedal C–f1  |         |
| Subbass     | 16′     |
| Offenbass   | 08′     |
| Gedacktbass | 08′     |
| Piffaro     | 4′ + 2′ |
| Posaune     | 16′     |

Die Spiel- und Registertraktur sind mechanisch. Die Windladen sind als Schleifladen ausgeführt. 
- Koppeln: II/I, I/P, II/P

- Spielhilfe: 32-fache Setzerkombination